# Torulisquama ovata
Torulisquama ovata is een vlinder uit de familie van de grasmotten (Crambidae). De wetenschappelijke naam van de soort is voor het eerst geldig gepubliceerd in 2010 door Dan-Dan Zhang & Hou-Hun Li.

## Type
- holotype: "male. 7.VIII.2001. leg. Hou-Hun Li & Xin-Pu Wang"
- instituut: ICCLS, Nankai University, Tianjin, China
- typelocatie: "China, Hunan Province, Zhangjiajie, 29°49'N, 110°26'E, 650 m"